# 福岡雙葉学園事件
福岡雙葉学園事件（ふくおかふたばがくえんじけん）とは、私立学校が人事院勧告に準拠して期末勤勉手当を減額した措置の適法性が争われた賃金請求事件。一審・二審で判断が分かれて注目されたが、最高裁判所は2007年（平成19年）12月18日に原告（労働者側）敗訴の判決を下した。

## 概要
福岡雙葉学園では、1976年（昭和51年）頃から人事院勧告に準拠して毎年給与を引き上げ、4月分に遡った差額を11月頃に支給してきた。また、期末勤勉手当については5月の理事会で乗率を決め、11月の理事会で改定後の給与に基づいて具体的な金額を決定してきた。2000年（平成12年）・2001年（平成13年）については人事院が引き上げを見送ったため給与を据え置いた。
2002年（平成14年）・2003年（平成15年）の人事院勧告は引き下げ勧告となったことから、学園側は勧告に倣って期末勤勉手当の乗率を引き下げ、さらに4月に遡った差額を差し引いた金額を教職員に支払った。
これに対し教師ら32名は、5月の理事会の決定で期末勤勉手当の請求権が生じており、これを従前の支給実績を下回る支給とする11月理事会の決定は労働契約の不利益変更にあたり、個別に労働者側の同意を得ていない減額は違法であることなどを主張。引き下げ額計約390万円（一人当たり平均12万円弱）の全額支給を求めた。

## 裁判
一審の福岡地方裁判所は、2004年（平成16年）12月22日に労働者側敗訴の判決を下したため、労働者側が控訴。二審の福岡高等裁判所は、2005年（平成17年）8月2日に労働者側の主張を全面的に認めて引き下げ分全額の支払いを学園側に命じたため、学園側が上告した。
最高裁判所第三小法廷は、学園側が長年に渡って人事院勧告を踏まえて年間の給与額を調整してきたこと、「増額の場合のみ調整し、減額の場合にこれが許されないとするのでは衡平を失する」ことなどを指摘して 学園理事会の減額決定に合理性があると判断。2007年（平成19年）12月18日に二審判決を破棄して原告（労働者側）敗訴の判決を下した。